# 李瑤 (正統進士)
李瑤（1405年—？），字仲玉，直隸隆慶州人，民籍。明朝政治人物。進士出身。

## 生平
正統六年（1441年）辛酉科順天府鄉試第三十七名。正統七年（1442年）壬戌科會試第一百四十九名，殿試登進士第三甲第八十九名。

## 家族
曾祖父李元舉，曾任太平府通判。祖父李則政。父亲李英，曾任前華容縣學教諭。